# 12 Dywizja Piechoty „Sassari”
12 Dywizja Piechoty „Sassari” – jeden ze włoskich związków taktycznych piechoty okresu II wojny światowej.
Brała udział w bitwie nad Neretwą, winna zbrodni wojennych przeciw ludności Jugosławii.
Dowódcą dywizji był gen. Giacomo Castagna. 

## Skład w 1940
- 151 pułk piechoty,
- 152 pułk piechoty,
- 34 pułk artylerii,
- 73 legion Czarnych Koszul,
- 12 batalion moździerzy,
- 12 batalion saperów,
- 12 kompania przeciwpancerna.